# Уинзор, Кэтлин
Кэтлин Уинзор (англ. Kathleen Winsor) (род. 16 октября 1919, в Оливии, штат Миннесота — 26 мая 2003, Нью-Йорк) — американская писательница XX века.

## Биография

### Детство
Кэтлин родилась 16 октября 1919 года в маленьком городке Оливия, штат Миннесота, но выросла в калифорнийском городе Беркли. Она утверждала, что её предки-англичане прибыли в Америку в начале 1630-х годов.
В 18-летнем возрасте К. Уинзор составила список целей своей жизни. Среди прочего был пункт о том, что она надеется написать роман-бестселлер.

### Взрослая жизнь
Во время учёбы в Калифорнийском университете К. Уинзор вышла замуж за своего однокурсника Робина Хервига, который был звездой студенческой сборной по футболу. В 1937 году Кэтлин стала работать в газете «Оклэнд трибьюн» (одни источники пишут, что вела спортивную колонку, другие — что была администратором). Однако эта работа длилась недолго — в 1938 году её сократили и в этом же году она окончила университет.
От скуки К. Уинзор стала читать те же книги, что и её муж, которой писал диплом по Реставрации Стюартов в Англии, и увлеклась этой темой. Когда началась Вторая мировая война, Хервиг ушел в действующую армию и 5 лет прослужил в военно-морском флоте на Тихом океане. В это время К. Уинзор начала писать свой роман «Навеки твоя Эмбер» (Forever Amber), который был опубликован в 1944 году и сразу прославил её имя. Благодаря успеху и красивой внешности К. Уинзор вошла в круг звёзд и персонажей светской хроники. Её описывали как «одно из замечательных украшений Нью-Йорка».
Став знаменитостью, К. Уинзор посчитала невозможным вернуться к прежней супружеской жизни и развелась с Робином Хэрвигом. Уже через 10 дней после развода она стала шестой женой известного кларнетиста Арти Шоу (настоящее имя Артур Яков Аршавский), среди прежних жён которого были знаменитые кинодивы Ава Гарднер и Лана Тёрнер. По иронии судьбы за два года до этого Арти критиковал свою тогдашнюю жену Аву Гарднер за то, что она читала такой «низкопробный роман» как «Forever Amber».
Брак с Арти Шоу закончился в 1948 году, и вскоре К. Уинзор вышла замуж за своего адвоката по разводу Арнольда Краковера. Этот брак также завершился разводом в 1953 году.
В 1956 году Кэтлин Уинзор вышла замуж в четвёртый раз за Пола А. Портера, экс-главу Федеральной комиссии по связи, с которым уже не расставалась вплоть до его смерти в 1975 году.
Следующий роман Уинзор — «Звёздные деньги», основанный на её собственном опыте превращения в знаменитую писательницу, был напечатан в 1950 году и тоже был коммерчески довольно успешным. Однако, последующие 6 книг, последняя из которых вышла в 1986 году, не имели большого резонанса.

### Смерть
Кэтлин Уинзор скончалась 26 мая 2003 года в Нью-Йорке.

## Книги
- 1944 — Forever Amber («Навеки твоя Эмбер»)
- 1950 — Star Money («Звёздные деньги»)
- 1952 — The Lovers
- 1954 — America, With Love
- 1965 — Wanderers Eastward, Wanderers West
- 1979 — Calais
- 1984 — Jacintha
- 1986 — Robert and Arabella («Роберт и Арабелла»)

### Русские издания
- «Твоя навеки, Эмбер» — перевод Александра Ракова, издательство «Северо-Запад», 1993 год
- «Навеки твоя Эмбер» — перевод К. Ананичевой, Т. Кудрявцевой, издательство «Захаров», 2002
- «Роберт и Арабелла» — перевод О. Качковского, издательство «АСТ», 2000